# Joe Bunker
Joe Bunker (ur. 7 kwietnia 1930 w Londynie) – brytyjski kolarz torowy, brązowy medalista mistrzostw świata.

## Kariera
Największy sukces w karierze Joe Bunker osiągnął w 1954 roku, kiedy zdobył brązowy medal w wyścigu ze startu zatrzymanego zawodowców podczas mistrzostw świata w Kolonii. W zawodach tych wyprzedzili go jedynie Belg Adolph Verschueren i Holender Jan Pronk. Był to jedyny medal wywalczony przez Bunkera na międzynarodowej imprezie tej rangi. Był to równocześnie pierwszy medal dla Wielkiej Brytanii w tej konkurencji od 1898 roku i ostatni wywalczony przez reprezentanta tego kraju (aż do 1994 roku, kiedy konkurencję tę usunięto z programu MŚ). Nigdy nie wystartował na igrzyskach olimpijskich.